# Saint-Michel – Marcel-Langer (métro de Toulouse)
Ne doit pas être confondu avec Saint-Michel (métro de Paris) ou Saint-Michel (métro de Montréal).
Saint-Michel – Marcel Langer est une station de la ligne B du métro de Toulouse. Elle est située devant l'ancienne maison d'arrêt Saint-Michel, dans le quartier Saint-Michel, au sud-est de la ville de Toulouse.

## Situation sur le réseau
La station Saint-Michel – Marcel Langer est située sur la ligne B du métro de Toulouse, entre les stations Palais-de-Justice au nord et Empalot au sud.

## Histoire
La station est ouverte le 30 juin 2007, comme le reste de la ligne B. En 2023, la station est fermée du 13 novembre au 10 décembre, en raison de travaux de remplacement des escaliers mécaniques.
Elle devait initialement porter uniquement le nom toponymique de Saint-Michel. À la suite de cinq années de mobilisation – notamment du comité de quartier Saint-Michel, de l'association des Riverains de la prison Saint-Michel, et des Amis de l'Association nationale des anciens combattants de la Résistance (ANACR) –, le nom de Marcel Langer lui est ajouté.
En 2011, la fréquentation est de 2 016 385 voyageurs et elle est la 15e station la plus fréquentée. En 2016, la station a enregistré 2 187 550 validations. En 2018, 2 239 045 voyageurs sont entrés dans la station, ce qui en fait la 16e station la plus fréquentée sur 37 en nombre de validations. En 2024, le jeudi 28 mars – date retenue par Tisséo comme une journée-type –, on enregistre 7 000 validations.

## Services aux voyageurs

### Accès et accueil
La station est située au sud-est du centre-ville de Toulouse, dans le quartier Saint-Michel, le long de la grande-rue Saint-Michel. Ses deux entrées sont situées face-à-face le long de cette rue, au niveau du parvis Yves-et-Marie-Angèle-Bettini.
Cette station est équipée d'un quai à 12 portes lui permettant de recevoir des rames de 52 mètres à 4 voitures. Elle est équipée de guichets automatiques permettant l'achat de titres de transports, et est accessible à partir d'un ascenseur, d'un escalator et de deux escaliers.

Installations
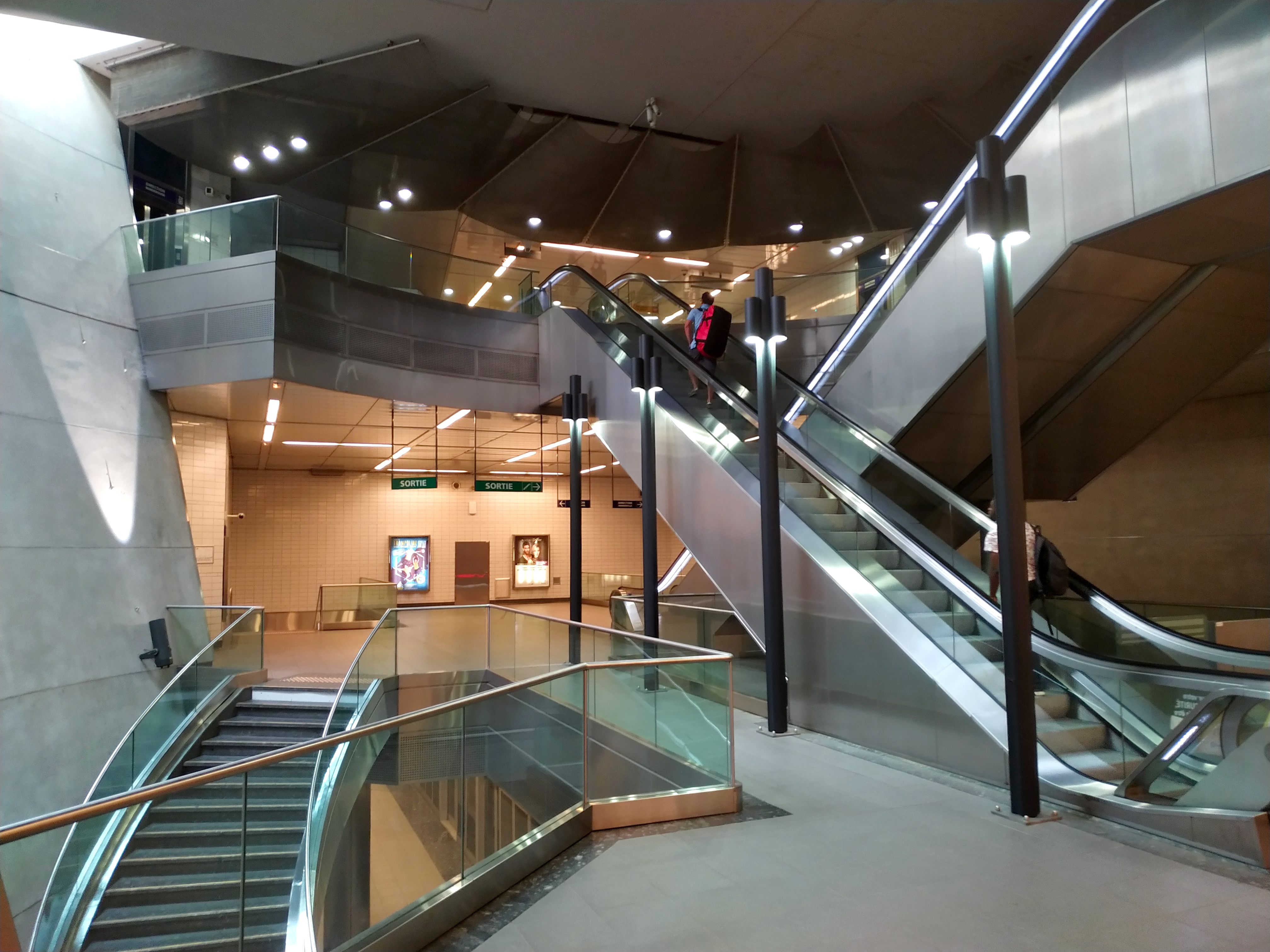
Niveau intermédiaire.
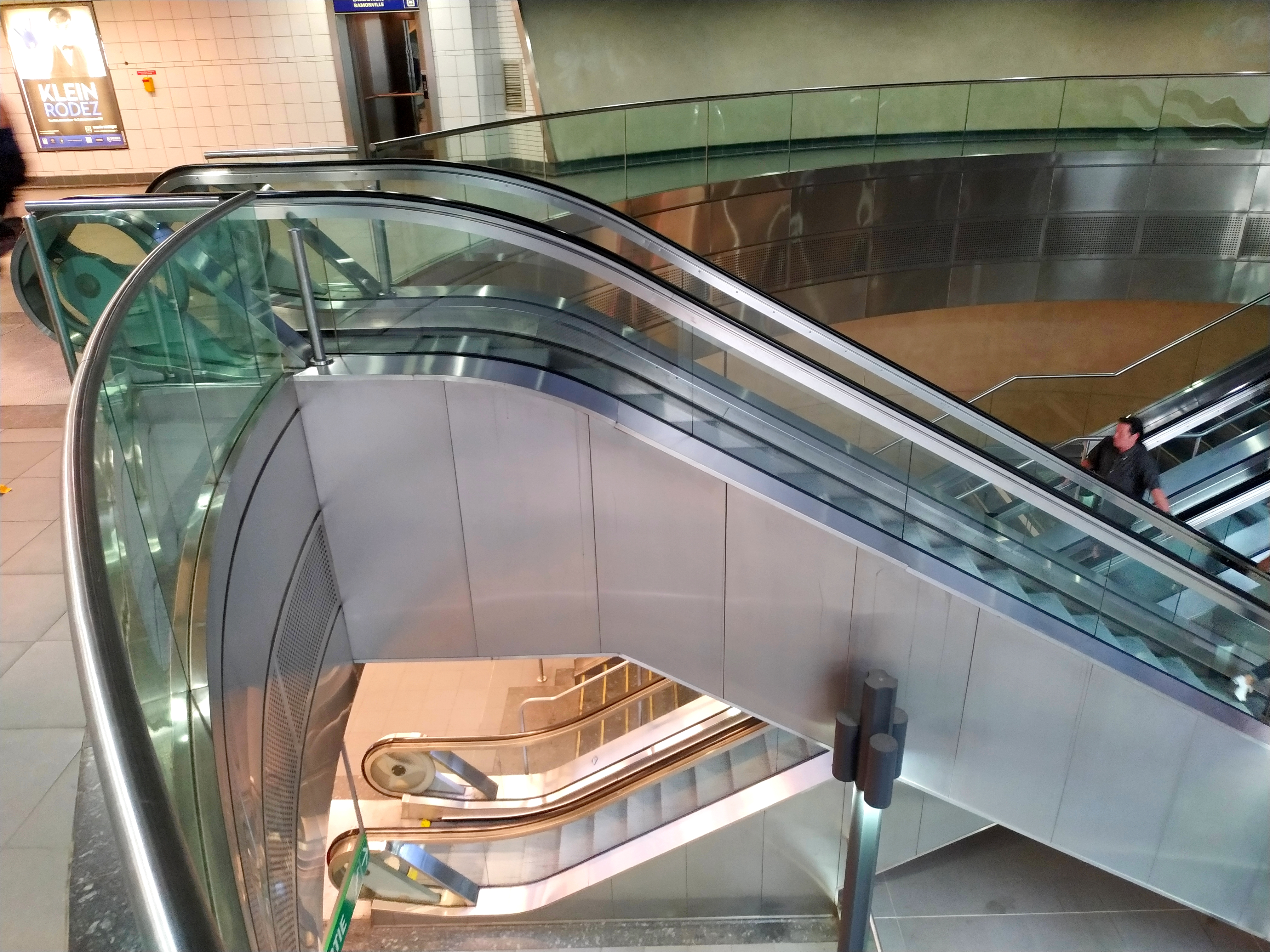
Escalators.
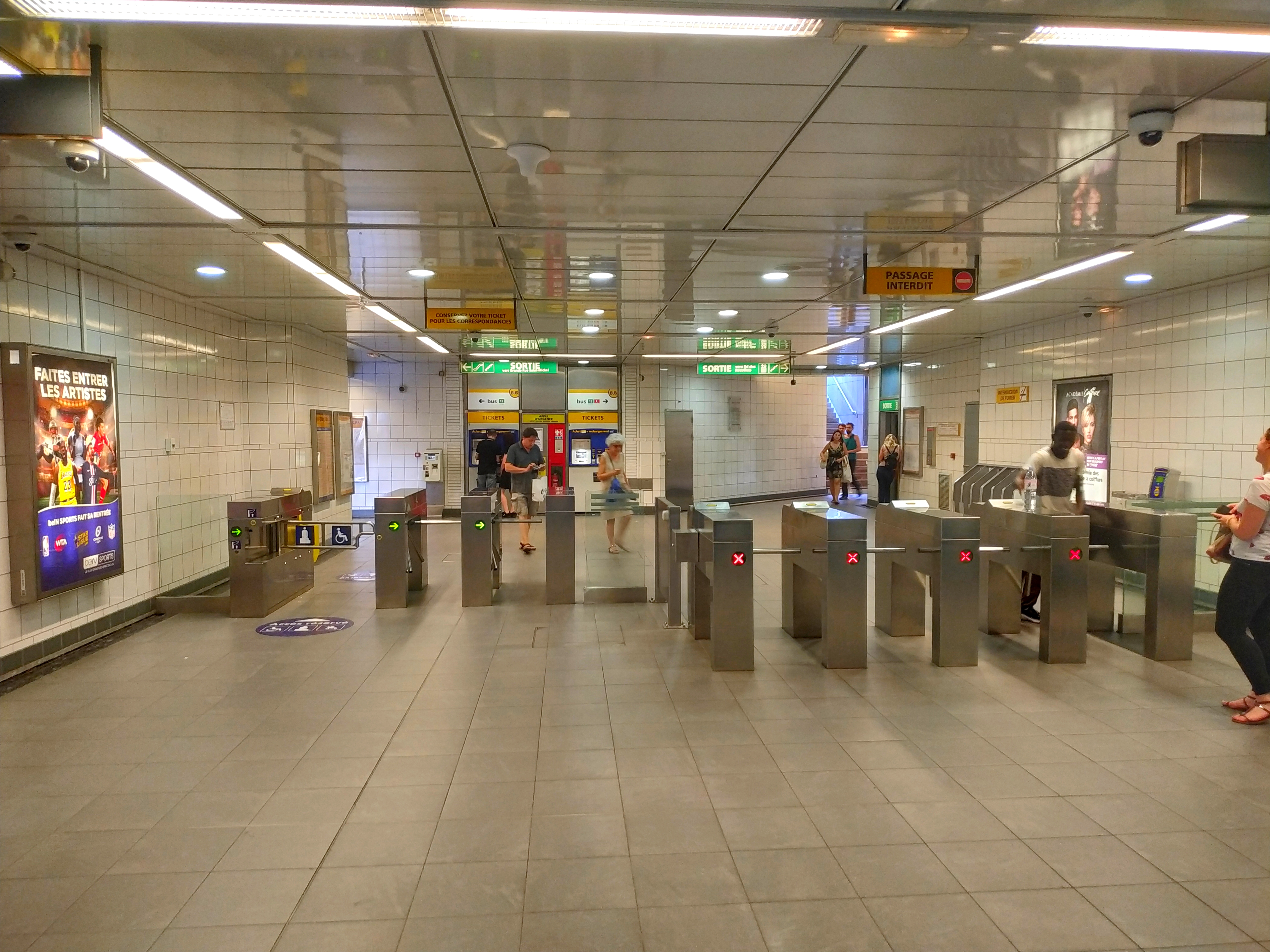
Tourniquets.

### Desserte
Comme sur le reste du métro toulousain, le premier départ des terminus (Borderouge et Ramonville) est à 5h15, le dernier départ est à 0h du dimanche au jeudi et à 3h le vendredi et samedi.

### Intermodalité
Il existe une station de vélos en libre-service VélôToulouse à proximité : no 128 (18 bis grande-rue Saint-Michel). Par ailleurs, la grande-rue Saint-Michel abritera une branche du réseau express vélo (REV) de l'agglomération toulousaine, la REV 1, qui reliera la gare d'Escalquens à la place Auguste-Lafourcade, à Toulouse.

## L'art dans la station
Œuvre d'art réalisée par Michel Verjux. Quatre projecteurs sont placés de façon originale. Dans le puits principal de la station, trois d'entre eux éclairent les trois puits de lumière placés sur le trottoir. Le quatrième éclaire le quai direction Ramonville. Le faisceau de ce dernier est positionné à la verticale et donne un effet que l'on retrouve dans certains spectacles, en mettant en valeur la personne qui se place dessous. Ces éclairages soulignent l'architecture de la station.

## À proximité
- Collège Émile-Zola, collège et lycée Marcelin-Berthelot, lycée professionnel Georges-Guynemer
- Hôtel de région d'Occitanie
- Prison Saint-Michel